# Singapore Airlines
Singapore Airlines (SGX: C6L

) er et flyselskab med base i Singapore. Det beflyver en lang række ruter i Asien så vel som til og fra Europa og Amerika. Selskabet betragtes af mange som et af verdens bedste og har da også vundet en lang række priser.

## Historie
Singapore Airlines historie begynder i 1947, hvor selskabet, der dengang hed Malayan Airways Limited, havde sin første flyvning mellem Kuala Lumpur og Singapore, der dengang var en britisk koloni. I løbet af de næste årtier voksede selskabet kraftigt. Man skiftede også navn et par gange for at følge med den politiske udvikling. I 1966 kom selskabet til at hedde Malaysia-Singapore Airlines efter, at Singapore ikke længere var en del af Malaysia. Nogle år senere, i 1972, blev selskabet dog splittet op i to dele, nemlig Singapore Airlines og Malaysia Airlines. Efter opspiltningen fortsatte væksten og i løbet af 1980'erne begyndte flyvninger til Europa og USA. I år 2000 blev selskabet medlem af Star Alliance, og i 2007 blev det det første selskab, der får leveret Airbus nye superjumbo A380.

## Trivia
- Singapore Airlines' flykabiner parfumeres med en speciel parfume som bl.a. bruges til at identificere flyselskabet over for den rejsende.

## Galleri
- SIA Boeing 777-300ER
- En Singapore Airlines Boeing 747